# Fontego dei Turchi
El Fontego dei Turchi (en italià, Fondaco dei Turchi) és un palau de Venècia, situat al sestiere de Santa Croce i amb façana al Gran Canal, proper al Fontego del Megio i enfront de l'església di San Marcuola de Cannaregio.

## Història

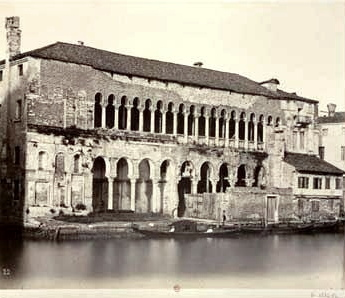
El Fontego dei Turchi en 1870, poc abans de la restauració

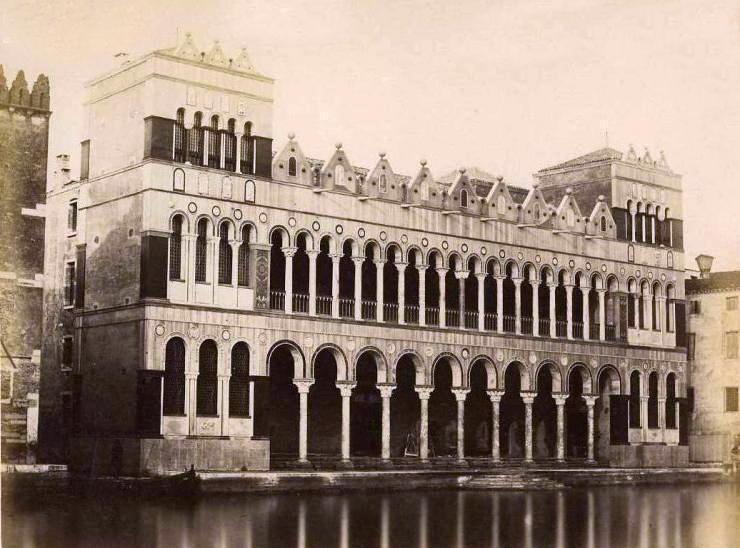
El Fontego dei Turchi en 1870, just després de la restauració

El palau es construí en la primera meitat del segle xiii per Giacomo Palmieri, un exiliat de Pesaro. La República de Venècia el va comprar en 1381 per a Nicolau II d'Este, convertint-se des d'aleshores en l'edifici on el Senat allotjava els visitants més il·lustres.
A partir de l'any 1621 l'edifici s'arrenda als comerciants turcs amb la funció d'empori comercial. Servia al mateix temps com a allotjament, magatzem i mercat per als comerciants turcs, tal com feia el Fondaco dei Tedeschi per als alemanys. Entre altres coses, els turcs importaven cera, oli cru i llana.
A pesar de l'abolició de la República veneciana per Napoleó el 1797, els turcs hi continuaren vivint al Fontego fins a 1838. A partir d'aquest any torna a ser propietat municipal. Entre els anys 1858 i 1869 es realitzà una profunda restauració, o més bé reconstrucció recordant l'estil vèneto-romà d'Orient.
Des de 1890 a 1923, fou la seu del Museu Correr. Més tard, 1923, es traslladà a les Procuratie Nuove i a l'Ala Napoleonica, a la plaça de Sant Marc. Actualment allotja la seu del Museo di Storia Naturale di Venezia (Museu d'Història Natural de Venècia) amb col·leccions històriques de flora i fauna, i un aquari.

## Descripció
El Fontego dei Turchi és un palau de dues plantes, configurat definitivament després de la desafortunada restauració del segle xix de Federico Berchet. No obstant això, encara són llegibles alguns elements de l'estructura típica dels fondaco (magatzem) i de l'estil vèneto-romà d'Orient que caracteritzava l'edifici en el segle xiii.
La poca alçada de l'edifici és una característica comuna als fondaco, ja que la seua funció era, sobretot, de magatzems. La façana de la planta baixa presenta deu arcs de mig punt i una llotja amb divuit arcs de dimensions menors en el segon pis, inspirant-se en la façana vella. Berchet va afegir dues torres als costats, elevant l'altura a tres plantes. La façana està rematada amb merlets, absents com les torres abans de la restauració.

## Personatges vinculats al Fontego
- Nicolau II d'Este: en 1381 el Fontego fou cedit per la República al marqués del Ducat de Ferrara.
- Joan VIII Paleòleg: emperador romà d'Orient, s'allotjà al Fontego en 1438.
- Alfons II d'Este: duc de Ferrara, allotjat al Fontego en 1562.

## Galeria fotogràfica

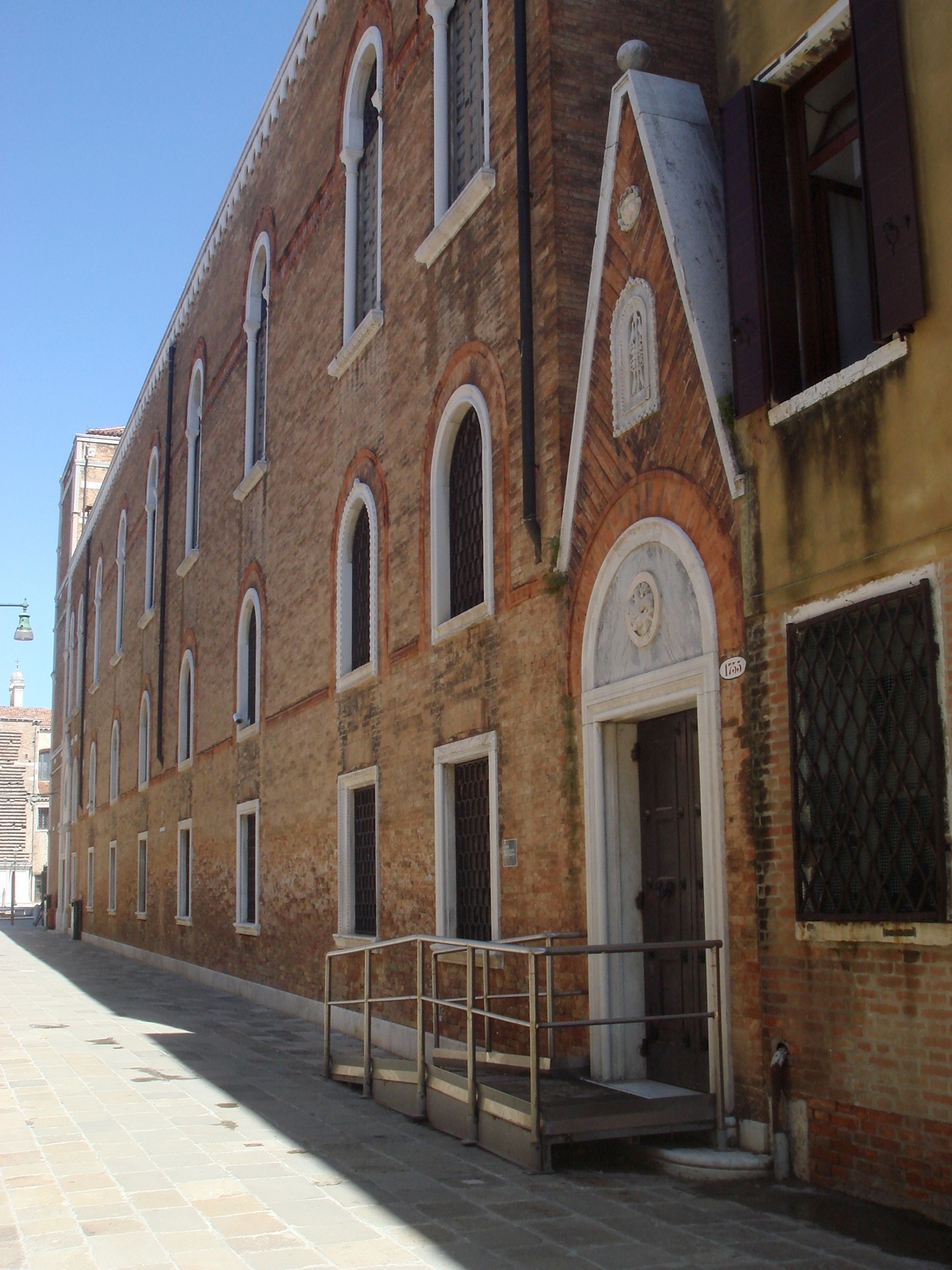
Vista lateral
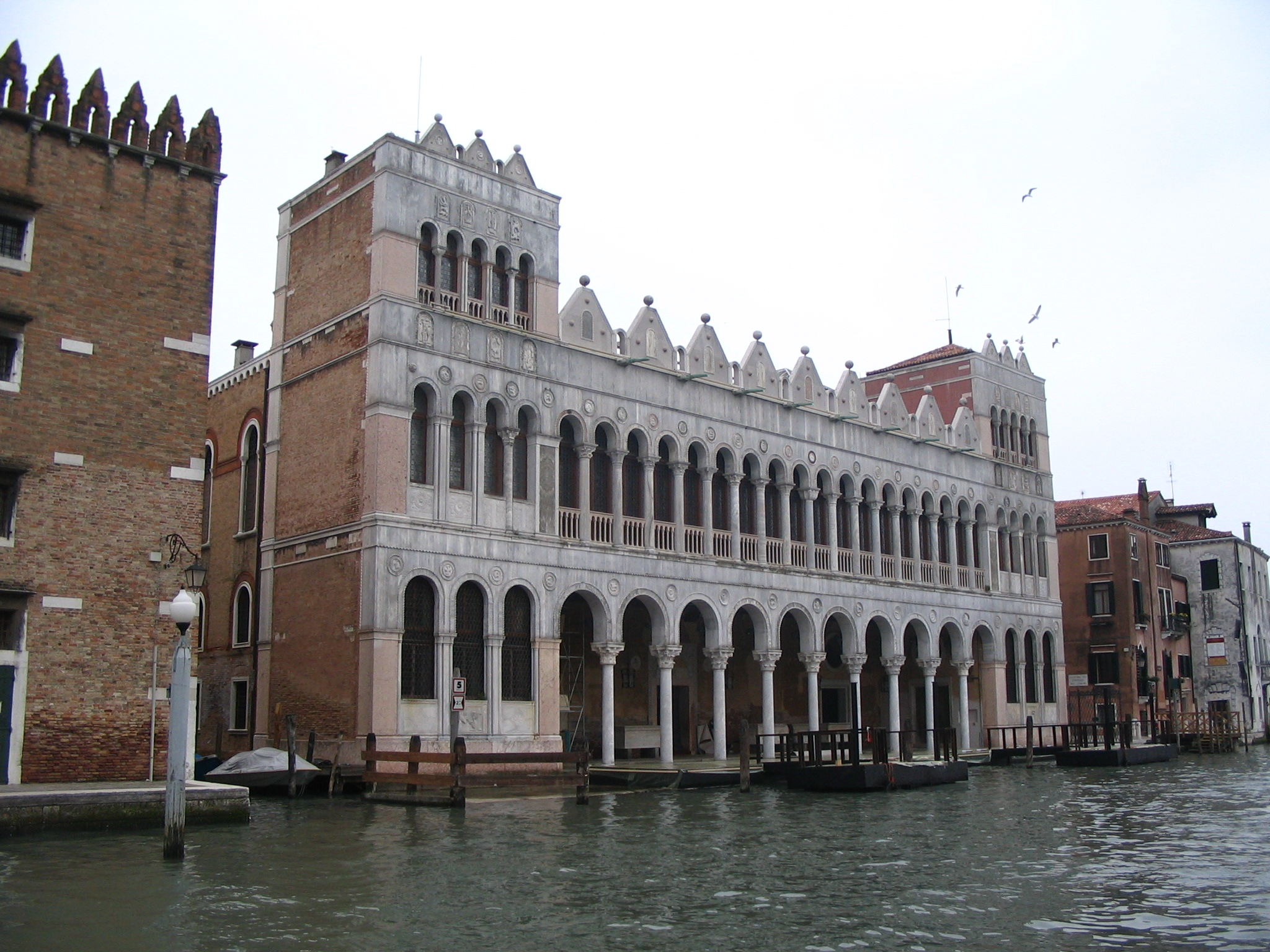
Vista de l'edifici
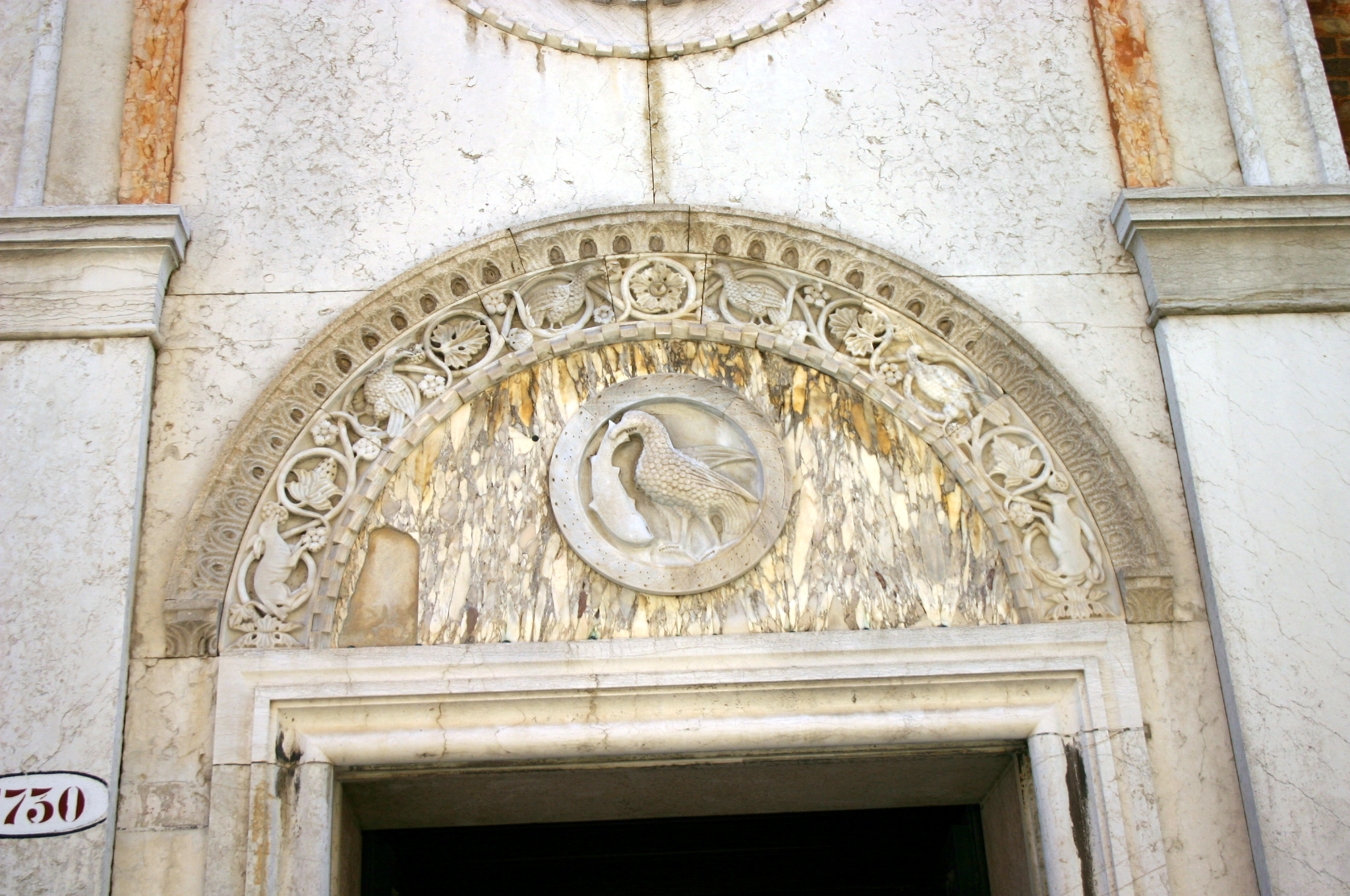
Detall de la decoració d'un ingrés lateral
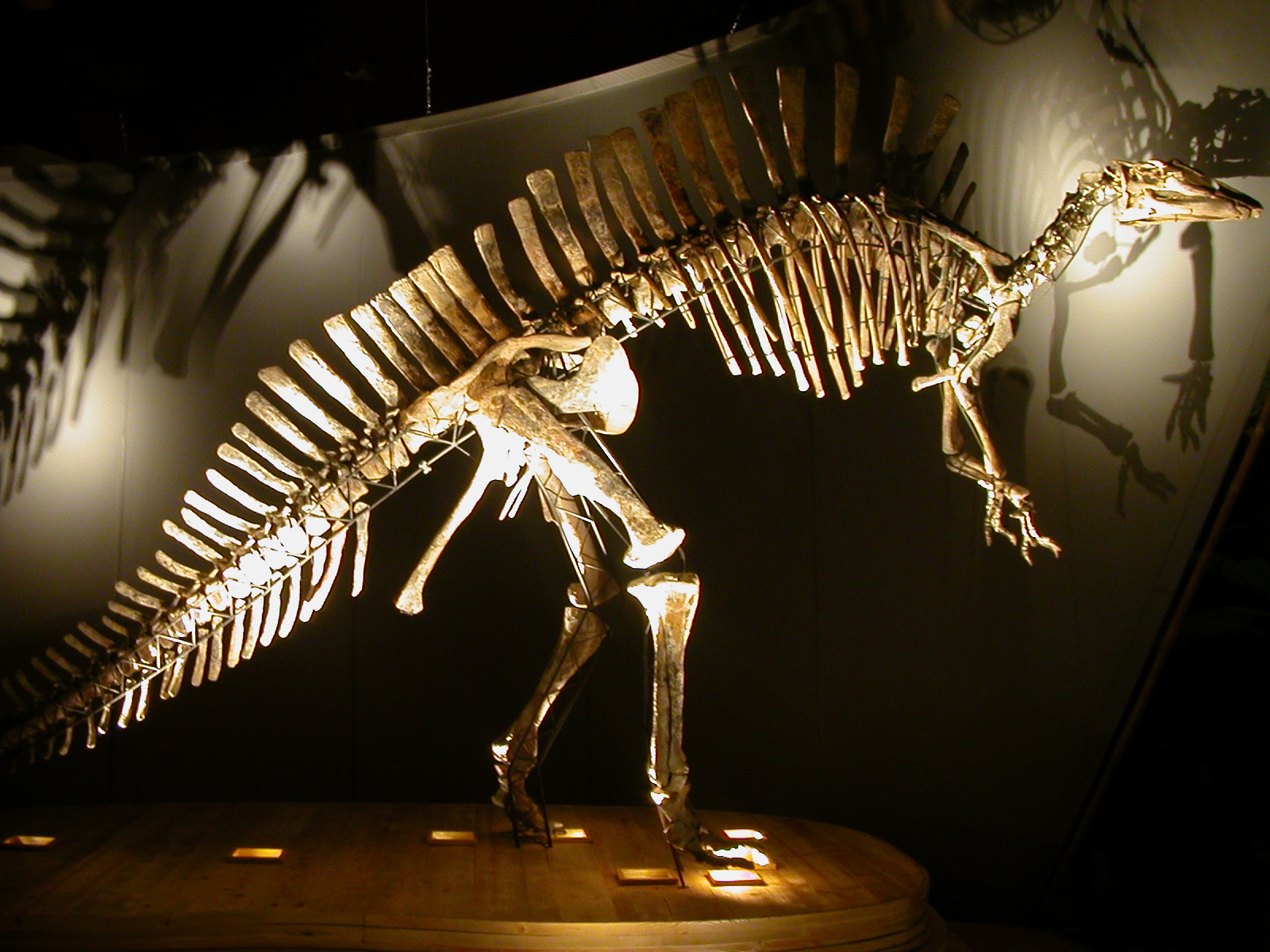
Foto de l'interior, Museo civico di storia naturale (Venezia)